# 遠山方景 (旗本)
遠山 方景（とおやま みちかげ）は、江戸時代初期の江戸幕府の旗本(交代寄合)。

## 略歴
美濃国恵那郡の明知城に生まれる。父は遠山利景。
母は三河足助城主の鱸氏(鈴木重直)の娘で、その母は松平清康の養女（かつ妹）で家康の乳母である随念院（お久）。
元亀元年（1570年）12月28日の上村合戦で武田軍の秋山虎繁に敗れた祖父の景行は自刃し、叔父の景玄も戦死した。
天正2年（1574年）2月7日に武田勝頼の家臣山県昌景の侵攻の際に、もう一人の叔父の遠山友治も討死にし、明知城は落城した。(明知城の戦い)
本来の明知遠山氏の後継者である叔父の景玄の遺児で嫡流の遠山一行 (与助)は未だ幼少であったために、家臣一同が相談して父を還俗させて明知遠山氏を継がせた。遠山利景と名乗り、通称を勘右衛門と称し、そして三河足助城主の鱸氏（鈴木重直）の娘を妻に迎えた。
その後、妻との間に方景が生まれたが、父の利景は、前述の景玄の遺児の遠山一行を養嗣子とし、また上村合戦で武田氏と戦って当主が討死した串原遠山氏の遠山景男の遺児の遠山経景も養子としたため、兄弟ということになった。
天正3年（1575年）5月の長篠の戦いの後、織田信忠は、武田方が籠る岩村城を攻囲したが、その戦いにおいて父の利景は小里城を落とし、明知城を奪還した。
天正10年（1582年）の甲州征伐の際には、父の利景は徳川家康の麾下に属して、方景と一行を伴って参加。そのまま河尻秀隆らと甲府の守りついていた所に、本能寺の変を知って帰還した。河尻秀隆の甲府入りの際には利景・一行・方景が従っており、その後は共に甲府の守備に就いていることから、利景らは秀隆の与力にあたると推測される。
この時、父の利景は駿河国に赴き、江尻城にいた本多重次を訪ねて、今後は一族は徳川方に従うことを誓ったが、直後に羽柴秀吉より美濃金山城主森長可に従い人質を出すように命ずる書状が届いたため、一行の娘を金山城に人質として送った。
しかし天正11年（1583年）、父の利景と伴に密かに明知城を出て、三河足助城に移ると家康の麾下に入った。これを知った森長可は激怒して人質としていた一行の娘の阿子と老女2人を磔刑にして屍を美濃と三河の境にある野原村の矢作川の河原に三河側から見えるように晒した。その後、明知城は森長可の手に落ちた。
天正12年（1584年）、小牧・長久手の戦いが始まると、明知城は森長可の家臣の石黒藤蔵・関左門の2人が守っていたが、4月17日、父の利景は策を講じてこれを襲い、城を奪還すると共に首級15を挙げた。
そのうち3つを小牧の家康本陣に送り、西尾吉次と本多正信が首実検をし、論功行賞で明知の所領安堵が認められた。さらに加勢を受けて手薄な森長可領を攻撃したが、森長可の家臣各務元正の守る岩村城への攻撃は失敗し、逆に遠山半左衛門などが討ち取られたため、それ以上の侵攻は頓挫した。他方、真田昌幸を押し込めるための小諸城の守りに派遣された依田康国の配下には一行もいた。
同年11月に秀吉と織田信雄との和睦を機に終戦すると、秀吉の命令で明知城は戦死した森長可の弟の森忠政の所領に加えられることになり、利景と方景は再び追われて足助城の鈴木氏を頼った。
天正13年（1585年）徳川家康が下条康長（牛千代）に対し、天文年間に下条氏が武田信玄から与えられて領地としていた恵那郡上村を遠山勘左衛門（おそらく正しくは勘右衛門＝利景）に引き渡すように書状を送り命じた。
天正16年（1588年）の冬、家康の使いとして信濃～甲斐～駿河を行き来していた一行は、信濃と甲斐の国境の平沢峠で大雪に遭い亡くなったため、明知遠山氏の嫡流である景玄系は断絶したが、このことにより方景が明知遠山氏を嗣ぐこととなった。
天正18年（1590年）北条氏直の小田原征伐に、父の利景は徳川軍の一員として方景と、串原遠山氏から養子の経景とともに従軍した。この戦は方景にとって初陣であった。
後北条氏が滅亡し家康が関東に転封されると、父の利景は上総国で知行地を賜った。また江戸の下谷に2,700坪の屋敷を賜った。
慶長5年（1600年）、上杉景勝が命令に従わないとして家康が会津征伐を始めた際、徳川軍麾下として利景もこれに加わっていたが、石田三成が決起して関ヶ原の戦いが始まった。
利景・遠山友政・小里光親らは、西軍についた田丸直昌から領地を取り戻すために徳川方について東軍に参加することとし、木曽路を美濃に向けて進軍した。(東濃の戦い)
利景と方景は、8月下旬、小里光親と共に明知城を包囲し、9月2日に田丸氏の守将は明知城を放棄して敗走したため追撃して首級13を挙げ、明知城を奪還した。
さらに共同で岩村城田丸主水を包囲し、妻木頼忠が土岐砦と高山砦を陥した。15日に関ヶ原本戦が決着した後、田丸勢は投降し、友政が岩村城を接収し、夜が明けて諸将が撤収後は利景と家臣が岩村城を守備し、土岐砦は方景が守り、明知城には経景を入れて守せらせた。
父の利景は、その功で戦後に旧領回復を成し遂げて江戸幕府成立後の慶長8年（1603年）、美濃国恵那郡と土岐郡において6,530石の知行地を朱印状で認められ交代寄合となり、伏見にて従五位下、民部少輔に任じられ、9月27日に家康が大坂城に入城した際には御奏者奉行を務めた。
ある日、方景は鷹狩の途中で偶然立寄った小庵に祖父の遠山景行の位牌が安置されて密かに供養されていることを知って感激した。
それで慶長15年（1610年）小庵を改めて寺院を開基することとし、明知遠山氏の菩提寺である龍護寺を開山した三河三玄寺の五世の椽室宗採に依頼して雲祥寺を開山した。
方景より、寺領として山林9町歩、田畑1町歩が寄進され、住職には遠山姓と家紋の使用が許された。
江戸幕府成立後に父の利景は交代寄合となった後は、串原遠山氏より養子とした経景に領地の中から吉良見村、猿爪村の五百石を分け与え旗本明知遠山氏の家老とした。経景の11代目の子孫の正景の代に「永田」と改姓し、代々幕末まで明知遠山氏を支えた。
慶長18年（1613年）妻が亡くなり雲祥寺に葬った。
慶長19年（1614年）父の利景が亡くなり龍護寺に葬られた。享年75。方景が交代寄合の明知遠山氏の二代目の家督を継いだ。
同年、大坂冬の陣に供奉し、徳川家康の天王寺の茶臼山本陣の右に備えた。葵御紋付御陣羽織を拝受した。(明知年譜)
元和元年(1615年)、大坂夏の陣は嫡男の長景にとって初陣となった。河内国枚方の押を守備し、御帷子2つを拝領した。家老の遠山景常(嘉兵衛)、景常の子の遠山七衛門(五郎八)らも伴に参加した。出陣の際に久保原村の金日院にて厄除けと道中安全を祈願した。久保原村の与八は、松明100本を献上した。
同年に江戸幕府の命により明知城を廃城として、明知城西麓の大手門近くに明知陣屋を築いた。
元和9年(1623年)、方景は徳川秀忠の上洛に供奉した。
寛永2年(1625年)、知行所の石高6,531石6斗余につき江戸幕府より朱印状を賜った。その後明知と江戸を隔年で参勤交代を行った。
寛永3年(1626年)、方景は明知にて病気療養をしたが、その期間は嫡男の長景が、江戸で勤仕を代行した。
寛永15年(1638年)、方景は明知ににて卒去。享年64。菩提寺の龍護寺の墓地に葬られた。

## 子孫
- 子の勘平に500石を分知したことにより旗本の遠山金四郎家ができた。

- 子の景知(与三左衛門)の子で孫の景澄(九左衛門)は伊予松山藩の松平隠岐守に仕え家老となった。5代の遠山伊清の代に嫡流が絶えたため、伊予松山藩松平定直の次席家老の遠山景貴の子の景昵を養子に迎えて6代とした。